# Parroquia de Santa Úrsula (Cosalá)
La Parroquia de Santa Úrsula es una iglesia de culto católico ubicada en el pueblo mágico de Cosalá, en el estado de Sinaloa. La parroquia fue la segunda construida en este pueblo y fue edificada en el año de 1730 por la Compañía de Jesús.

## Historia

### Antecedentes
El territorio donde está localizado el pueblo de Cosalá, estuvo ocupado por algunos pueblos prehispánicos como los Tepehuanes y los Xiximies.
Los españoles llegaron acompañados de nativos aliados y en 1531 encontraron un lugar llamado Cozatl, el cual contaba con una gran riqueza mineral principalmente de oro, plata y cobre.

### La construcción
El templo de Santa Úrsula fue edificada a mediados del siglo XVIII en honor a Santa Úrsula, patrona del lugar, cuya fiesta se celebra el día 21 de octubre.
No existe un documento probatorio de la construcción de la parroquia de Santa Úrsula. Ésta fue construida por los Jesuitas cerca de su convento, cerca de la plazuela del pueblo, en lo que actualmente es una de las calles más conocidas Gabriel Leyva Solano. 
En 1974 se le realizó una exploración para conocer el material de sus muros exteriores que se creía eran de adobe, sin embargo se encontró que eran de piedra de río. Durante la exploración se quitó todo el yeso de los altares, se limpió y se dejó como se encuentra actualmente. También durante este trabajo, se agregó el reloj que se encuentra en lo alto de su fachada, el cual fue un regalo del señor Trinidad Edeza y que fue traído desde la ciudad de Puebla.

## Arquitectura

### Exterior e Interior
El templo tiene una fachada de estilo neoclásico. En ella se encuentra un reloj de sol ubicado sobre la puerta principal de acceso. La torre se encuentra en la parte izquierda de la fachada. Su forma de tres cuerpos termina en forma de cúpula con una cruz sobre ella. 
En el interior, de planta de cruz latina, hay una decoración sencilla, sin mucho arreglo y con un tabernáculo de plata que fue donado por los antiguos mineros de lugar. 
Su altar, elaborado mayormente de cantera está decorado con obras principalmente de arte sacro. 

### La Cruz del Perdón
En el terreno donde actualmente se encuentra la iglesia, se encontraba un panteón a donde acudían las personas a evangelizarse o bautizarse frente a la cruz del Perdón, creada por los Jesuitas.